# Fujiwara no Nariko
Fujiwara no Nariko est un nom japonais traditionnel ; le nom de famille (ou le nom d'école), Fujiwara, précède donc le prénom (ou le nom d'artiste).
Fujiwara no Nariko (藤原得子, 1117 – 22 décembre 1160), aussi connue sous le nom Bifukumon-in (美福門院), est l'impératrice consort de l'empereur Toba du Japon et la mère de l'empereur Konoe. Elle est la fille du chūnagon Fujiwara no Nagazane (藤原長実) et de Minamoto no Masako (源方子).

## Biographie

### Jeunesse
Née en 1117, Nariko grandit entourée de l'affection aimante de son père Nagazane. Selon l'Imakagami, il indique qu'il ne pourra se résoudre à lui faire épouser une personne ordinaire. Minamoto no Morotoki (源師時), l'oncle maternel de Nariko, rapporte dans son journal que, même est son lit de mort, Nagazane verse des larmes et dit qu'il ne peut pas oublier sa chère fille, même pour un moment.
Nagazane est favorisé à la cour parce que sa grand-mère Fujiwara no Chikako (藤原親子) sert de nourrice au futur empereur Shirakawa, et pendant le règne de l'empereur cloîtré Shirakawa, Nagazane lui sert d'accompagnateur. En 1134, après la mort de Nagazane, Nariko gagne l'affection de l'empereur retiré Toba et à la fin de l'année 1135 donne naissance à la princesse Eishi (叡子内親王). Au début de 1136, elle reçoit le troisième rang junior (従三位). En 1137, elle donne naissance à la princesse Akiko (暲子内親王) et en 1139 à un fils depuis longtemps attendu, le prince Narihito, futur empereur Konoe. Trois mois plus tard, Toba fait de Narihito le prince héritier et donc le successeur de l'empereur Sutoku. Nariko est promu au poste de nyōgo (女御), surpassant en influence Fujiwara no Tamako, l'épouse principale de Toba. En 1140, elle adopte le prince Shigehito (重仁親王), fils ainé de l'empereur Sutoku.

### Mère de l'empereur
À la fin de 1141, Toba presse Sutoku d'abdiquer le trône et le remplace par Narihito, son fils et celui de Nariko, qui prend le nom d'empereur Konoe. Comme Narihito a été adopté par Fujiwara no Kiyoko, la consort de Sutoku, il devrait avoir le titre officiel de 皇太子 (kōtaishi) mais dans la proclamation de son ascension, il est nommé 皇太弟 (kōtaitei) à la place, 
ce qui le désigne comme frère cadet, plutôt que fils de l'empereur. L'empereur Sutoku à présent retiré ne peut pas ouvrir son propre gouvernement cloîtré avec son jeune frère sur le trône et c'est donc une source majeure d'inimitié pour lui. Pendant ce temps, l'ascension de Konoe entraîne désormais la nomination de l'impératrice douairière Nariko au titre de kōtaigō. Minamoto no Masasada (源雅定) et Fujiwara no Narimichi (藤原成通) sont nommés assistants de ses quartiers (皇后宮大夫). Le pouvoir commence à se concentrer autour de sa personne tandis que les vassaux préférés de Toba, dont son cousin Fujiwara no Ienari (藤原家成), ses proches du Murakami genji et les courtisans du nakamikado-ryū des Fujiwara Hokke se regroupent autour d'elle. Au début de 1142, Fujiwara no Tamako, l'autre épouse de Toba, est contrainte de devenir religieuse pour avoir tenté de maudire Nariko et sa position politique se renforce encore. En 1149, Nariko se voit conférer le titre de bifukumon-in.
En 1148, Nariko accepte Fujiwara no Shimeko, la fille de son cousin Fujiwara no Koremichi (藤原伊通) pour fille adoptée. Cela arrive immédiatement après que Toba a consenti à permettre à Fujiwara no Tashi, fille adoptée de Fujiwara no Yorinaga, d'épouser l'empereur Konoe et Nariko peut avoir eu l'intention de  marier Shimeko à Konoe de la première. Lorsque Konoe arrive à sa majorité en 1150, Tashi entre immédiatement à la cour mais Shimeko n'y est autorisée que deux mois plus tard. Comme Shimeko est aussi une fille adoptée du régent Fujiwara no Tadamichi, Tadamichi rappelle à Toba qu'une femme qui n'est pas de la famille d'un régent ne peut devenir impératrice. Bien que Tadamichi est également le père adoptif de Yorinaga, il vient d'avoir récemment son propre fils, Konoe Motozane, et s'allie avec Nariko dans un effort pour laisser ses propres descendants biologiques lui succéder. Tashi devient kōgō et Shimeko chūgū.
Comme Tashi est de la même famille que Tamako et que Shimeko est sa propre fille adoptive, Nariko montre plus d'une affinité pour Shimeko et espère qu'elle portera un enfant en premier. En 1152, Nariko dirige l'apposition de la ceinture de maternité de Shimeko et quand Shimeko passe en confinement pour donner naissance deux mois plus tard, Nariko fait construire cinq statues de Bouddha à taille humaine et prie pour que la naissance se passe bien. Cependant, Shimeko ne donne pas naissance dans les délais prévus et bien que les moines ont prié pour elle tous les jours, il apparaît clairement à l'automne que la grossesse a échoué. Trois mois plus tard, Shimeko retourne au palais. Finalement il est possible que sa grossesse a été une grossesse nerveuse, stimulée par l'espoir et l'anticipation de ceux qui l'entourent. Déçue, Nariko fait alliance avec Tadamichi, se déplaçant pour produire un résultat favorable dans la succession.

### Après l'empereur Konoe
En 1155, l'empereur Konoe, physiquement affaibli, meurt. Deux des fils adoptifs de Nariko sont maintenant dans la course en tant que successeurs possibles : le prince Shigehito, fils ainé de l'empereur Sutoku et le prince Morihito. Comme il a déjà été décidé que ce dernier sera moine au Ninna-ji, il est supposé que Shigehito deviendra empereur. Cependant, plusieurs personnalités sont opposées à cette hypothèse. Nariko est inquiète que le régime cloîtré par Sutoku limitera son pouvoir. Tadamichi est en proie à une confrontation difficile avec son père et son frère Tadazane Yorinaga, et plein de ressentiment vis-à-vis de Sutoku qui a transféré son affection de Kiyoko, la fille de Tadamichi, à Hyōe-no-suke no Tsubone (兵衛佐局). Fujiwara no Michinori est le mari de la nourrice du prince Masahito et cherche à étendre son pouvoir. En fin de compte, la décision est prise d'installer immédiatement le prince Masahito âgé de 29 ans comme empereur sous le nom Go-Shirakawa, sans faire de lui le prince héritier, jusqu'à ce que le prince Morihito puisse accéder au trône. Peu de temps, après Morihito revient du Ninna-ji et reçoit le soutien total de Nariko. Il est fait prince héritier, arrive à sa majorité trois mois plus tard et épouse la princesse Yoshiko, fille de Nariko. Dans le même temps, une rumeur se répand selon laquelle l'empereur Konoe est mort d'une malédiction. Nariko et Tadamichi calomnient Tadazane et Yorinaga auprès de Toba, après quoi Yorinaga perd sa position de nairan et son pouvoir à la cour.
L'empereur Sutoku, mécontent de son exclusion de la ligne de succession, s'allie avec Tadazane et Yorinaga et lance la rébellion de Hōgen immédiatement après la mort de Toba en 1156. À ce moment, Nariko qui est déjà devenue nonne bouddhiste, fait montre de capacité stratégique dans ce conflit. Toba quitte Taira no Kiyomori et ses frères de son plein gré parce que la belle-mère de Kiyomori est la nourrice du prince Shigehito, mais en les invitant à aider le côté de Go-Shirakawa malgré cela, Nariko lui permet de gagner la guerre.
Après la rébellion, Fujiwara no Michinori prend le contrôle de la situation politique. Nariko a longtemps souhaité l'intronisation de son fils adoptif le prince Morihito et après une rencontre entre elle et Michinori en 1158 le prince Morihito monte sur le trône sous le nom d'empereur Nijō. Malheureusement, cette évolution conduit à la formation et à l'opposition de partis centrés autour de Michinori, Nijō et Go-Shirakawa qui dégénèrent finalement en la rébellion de Heiji.
Après cette seconde rébellion, Nariko meurt le 22 décembre 1160 dans son palais de 白河押小路殿 (Shirakawa Oshikōji-dono) à l'âge de 44 ans. Selon ses volontés, ses restes sont enterrés au mont Kōya. À l'époque, les femmes ne sont pas autorisées à entrer au mont Kōya et cet enterrement y cause une certaine agitation.

## Descendance
- 1135–1148 Princesse impériale Eishi/Toshiko (叡子内親王)
- 1137–1211 Princesse impériale Akiko (暲子内親王)
- 1139–1155 Prince impérial Narihito (体仁親王), plus tard empereur Konoe
- 1141–1176 Princesse impériale Yoshiko/Shushi (姝子内親王), impératrice (chūgū de l'empereur Nijō)

## Source de la traduction
- (en) Cet article est partiellement ou en totalité issu de l’article de Wikipédia en anglais intitulé « Fujiwara no Nariko » (voir la liste des auteurs).